# Жаворонковая трёхпёрстка
Жаворонковая трёхперстка (лат. Ortyxelos meiffrenii) — мелкая птица из семейства трёхпёрсток. Единственный вид одноимённого рода Ortyxelos. Подвидов не выделяют. Видовое название дано в честь французского орнитолога Гийом Мишель Жером Мейффрен Лажье.

## Внешний вид и строение
Длина тела 10—13 см, самцы весят 15,7—19,5 г. Внешне эта трёхпёрстка похожа на жаворонка. Половой диморфизм не выражен. Цвет лап белёсый (у некоторых других трёхпёрсток они тёмные).

## Распространение и места обитания
Населяет центральную часть Африки: сухой песчаный скрэб севера Центральной Африки и самого юга Сахары.

## Размножение
В кладке по 2 яйца.